# Glada paraden
Glada paraden är en svensk film från 1948 i regi av Emil A. Lingheim och Nils-Gustaf Holmquist.
Filmen var en kavalkadfilm tillägnad Edvard Persson på dennes 60-årsdag. Den bestod av ihopklippta scener från filmer Persson tidigare medverkat i, från hans debut i 1924 års Studenterna på Tröstehult till 1943 års Livet på landet. Totalt fanns material fån 18 filmer med.

## Rollista
- Edvard Persson
- Adolf Jahr
- Dagmar Ebbesen
- Karin Ekelund
- George Fant
- Weyler Hildebrand
- Karl-Arne Holmsten
- Birgit Rosengren
- Margit Rosengren
- Fridolf Rhudin
- Åke Söderblom
- Gideon Wahlberg
- Gustav Wally
- Håkan Westergren
- Tore Olsson – Edvard Persson som ung i prologen
- Astrid Bodin – Edvard Perssons mor i prologen

### Fotnoter
1. 1 2  ”Glada paraden”. Svensk Filmdatabas. http://sfi.se/sv/svensk-filmdatabas/Item/?itemid=4220&type=MOVIE&iv=Basic&ref=/templates/SwedishFilmSearchResult.aspx?id%3d1225%26epslanguage%3dsv%26searchword%3dglada+paraden%26type%3dMovieTitle%26match%3dBegin%26page%3d1%26prom%3dFalse. Läst 18 mars 2013.